# Daud Haider
Daud Haider (21 de febrero de 1952 -26 de abril de 2025) fue un poeta bangladésí quién se vio forzado a exiliarse después de escribir un poema que insultaba la religión que incluye al islam. El Centro PEN de EE. UU. lo describe como un poeta "muy distinguido".

## Primeros años
Nació en  21 de febrero de 1952 en Dohar del Distrito Pabna.

## Carrera
Su estilo poético ha sido descrito como muy centrado en "sintiendo las masas". Ha sido editor literario del Dainik Sambad de Daca, Bangladés. Ha escrito poemas criticando la religión. Fue físicamente atacado por sus trabajos. Y, estuvo encarcelado por el gobierno de Bangladés. Y, el Pte. Sheikh Mujibur Rahman está culpado de forzarle al exilio. Su casa ancestral fue destruida por un incendio provocado y uno de sus parientes fue asesinado. Se exilió en Kolkata, India antes de irse a Berlín, Alemania.

## Vida personal
Haider es ateo.

## Premios
- "El poema mejor de Asia" del premio de Sociedad de la Poesía, de Londres en 1973.[4]